# The Pride
The Pride war eine Rockgruppe aus Schaffhausen.

## Geschichte
«The Pride» wurde 1984 von Tom Krailing, Markus «Zoogey» Graf und Hännes Grüninger gegründet. Zwischen 1991 und 1998 wurden drei Alben veröffentlicht. Die Band hatte einige Auftritte im Schweizer Fernsehen und im Radio DRS, so etwa in «Next», «Zebra» oder «DRS uf dr Gass». Ebenso wurden Musikclips vom Schweizer Fernsehen DRS produziert und ausgestrahlt. Die Band hatte während ihres Bestehens über 200 Live-Auftritte. The Pride löste sich 1999 auf, kamen aber 2014 anlässlich der Feier ihres dreissigjährigen Bestehens wieder zusammen.
Am 8. August 2014 trat die Band in ihrer Originalbesetzung am Schaffhauser Festival Stars in Town am gleichen Abend mit Tom Odell und Jan Delay auf. 2015 erschien die Box-Anthologie «Boxing Clever» mit 39 Songs auf 3x10"-Vinyl und 2xCD sowie einem üppigen Booklet. Nach einigen Zusatzkonzerten wurde das Kapitel «The Pride» beendet und man versuchte sich mit dem Gitarristen Dan Gysel als PSTCRD (eine EP «EP1» mit 4 Nummern).
Im Coronajahr 2022 tauschten Krailing, Graf, Grüninger, Zahler und Gysel ihre elektrischen Instrumente gegen akustische Gitarre, Mandoline, Banjo, Ukulele und Stehbass und spielen seither als «Medley Crew» Songs von The Kinks, Kraftwerk, Steve Earle, Tom Petty, Ennio Morricone, Joy Division, Bob Dylan, Big Star, Wilco, The Cure, R.E.M., Hüsker Dü, Go-Betweens, The Beatles, Neil Young, The Stranglers und Wall of Voodoo.
Tom Krailing tritt bis heute solo oder mit den Formationen «Buffalo Ballet» und «Cosmo Alley» auf.
Stefan Zahler spielt auch in der «Kata Bucher Band».
Dan Gysel ist Gitarrist bei «Redneck Zombies».

## Diskografie
- Comin’ home, The Pride (1991; Soundservice, BCCD 150491)
- Mind candy, The Pride (1993; Disctrade/Blue Rose)
- Lipstick traces, The Pride (1996; Soundservice, 130196-1/2), auch als Vinyl erhältlich
- Boxing Clever, The Pride (2015; Soundservice)
- EP1, PSTCRD (2018)